# Неймегенски договори
Неймегенските договори (на френски Traités de Nimègue) поставят края на Холандската война и са най-големият триумф на Луи XIV. Те са подписани през август и септември 1678 и през януари 1679 г. в нидерландския град Неймеген.

## Политическа обстановка
Холандската война (1672 - 1678) започва с решителен опит на Франция да изличи от картата Съединените провинции (Холандия). Те се спасяват с цената на катастрофални наводнения и революция, която води до смъртта на Ян де Вит и брат му Корнелиус и възкачването на новия щатхаутер Вилем ІІІ. Също и с помощта на ред други европейски държави (най-вече Австрия, Бранденбург и Испания), които за целта формират три Хагски коалиции. Тази война бележи момента, в който съзнанието за френската военно-политическа мощ се пробужда - Луи ХІV открива, че е изправен пред общото недоволство в Европа, но също, че може да победи съюза на европейските държави сам. Неймегенският мир отразява това самочувствие. Към 1678 г. французите са се отказали от унищожаването на Холандия, но са покорили редица испански владения. От тази позиция те диктуват мирните условия. Много разумно френският представител на мирната конференция граф д'Естрад насочва исканията на краля към испанските владения. Чрез принципа „Разделяй и владей“ Холандия и Австрия са оставени незасегнати и предават Испания като изкупителна жертва на победителя.
На мирната конференция в Неймеген (където Англия е официалният посредник) се обсъжда края и на Сконската война в северна Европа. Започнала с шведското поражение при Фербелин, тя се развива критично за Швеция, но северната монархия показва характер: тя защитава скандинавските си провинции, макар да изгубва германските. Сега Луи ХІV се чувства отговорен, задето е вкарал съюзника си в блатото и прави всичко възможно да го спаси. Така че мирните договори на Швеция, които се подписват край Париж през 1679 г. често се смятат за част от Неймегенската система от мирни договори.

## Договори
- 10 август 1678 г. - мирен договор между Франция и Съединените провинции без териториални изменения. Франция връща Маастрихт, превзет по-рано
- 10 август 1678 г. - договор за търговия и мореплаване между Франция и Съединените провинции с времетраене 25 години.[3]
- 17 септември 1678 г. - мирен договор между Франция и Испания - с множество териториални клаузи, описани в следващата точка.
- 6 февруари 1679 г. - мирен договор между Франция и Свещената римска империя.
- 6 февруари 1679 г. - мирен договор между Швеция и Свещената римска империя (в двата последни договора няма териториални промени).[4]

## Териториални промени

### Франш Конте
Франш Конте или Бургундското графство е населено с французи и е в т. нар. „естествени граници на Франция“. При подялбата на бургундското наследство то остава под властта на Хабсбургите - изолирано и почти незащитено порче земя, което Франция винаги е искала да си върне. След 1556 г. остава за Испания. През Деволюционната война (в началото на 1668) Великият Конде го завзема без съпротива, но после Луи трябва да го върне. Сега завладяването е повторено (1674) и с мирния договор - утвърдено.

### Нидерландия
Според Аахенския мирен договор от 1668 г. границата на Франция с Испанска Нидерландия е изключително криволичеща. Оформени са два дълбоки „залива“ във френската територия. Сега това е поправено по следния начин:
- Франция получава околностите на Сен Омер, Бейол и Ипр (северния „залив“).
- Франция получава околностите на Камбре и Валансиен (южния „залив“).
- Получава също и околностите на Мобьож.
- Испания си връща околностите на Куртре, Ат и Бинш.

В този район Франция получава 5700 кв. км земи и губи 1900 кв. км - следователно чистата печалба е 3800 кв. км. Общо тя спечелва около 22 000 кв. км., което е увеличение с 4,6%

### Земите край Рейн
В договора с император Леополд I се потвърждава излизането на Франш-Конте от Свещената римска империя, град Фрайбург се отстъпва за временно ползване от Франция, а окупацията на херцогство Лорен (Лотарингия) се прекратява. Тъй като Луи обаче поставя тежки условия, включително задържането на Нанси, херцог Шарл V не ги приема и не се връща в земите си.

## Последици
В резултат от подобна голяма победа Луи ХІV (наричан понякога „неймегенския крал“) уверено продължава завоеванията си. В следващите пет-шест години те се изразяват чрез Политиката на присъединенията (Реюнион). По-късно той смело и безотговорно се впуска в Деветгодишната война, която изтощава силите на страната му и настройва против него целия стар континент. Така че първата важна последица е засилването на френската агресия и на напрежението в международните отношения.
От друга страна, като втора последица Джон Улф посочва, че за първи път френският абсолютизъм и способите за организирането на въоръжените сили са станали обект на подражание за останалите европейски държави. В следващите десетилетия този процес ще се развие в изключителни мащаби.
Третата последица е свързана със строежите във Версай. Краят на войната и триумфалната победа поставят началото на втората строителна кампания по двореца, която е с по-голям размах (включително финансов) от първата. Не е случайно, че през 1682 г. кралят окончателно се установява там и превръща Версай във фактическа столица на Франция.